# Holjeån

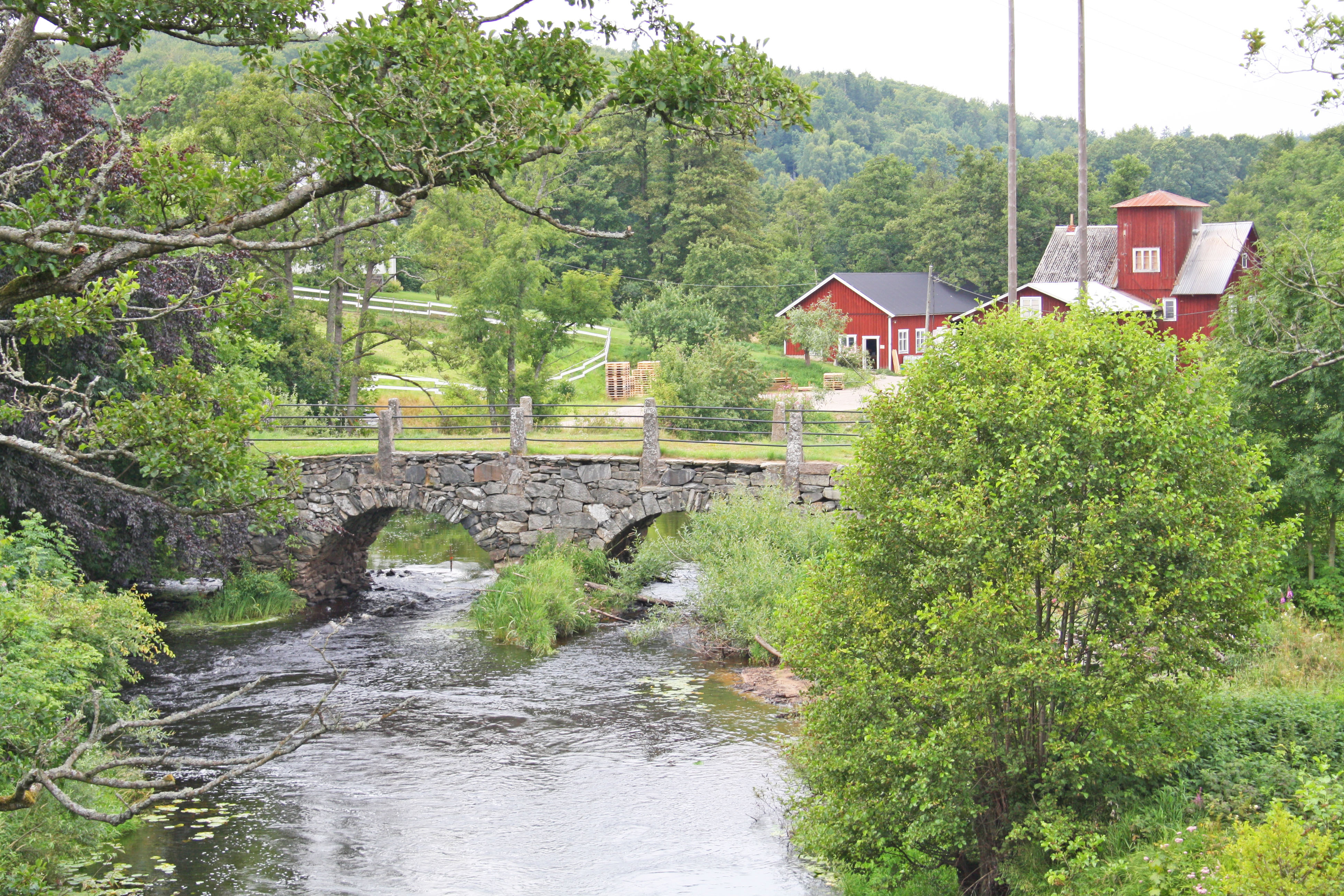
Holjeån strax utanför Näsum med Västanå kvarn i bakgrunden.

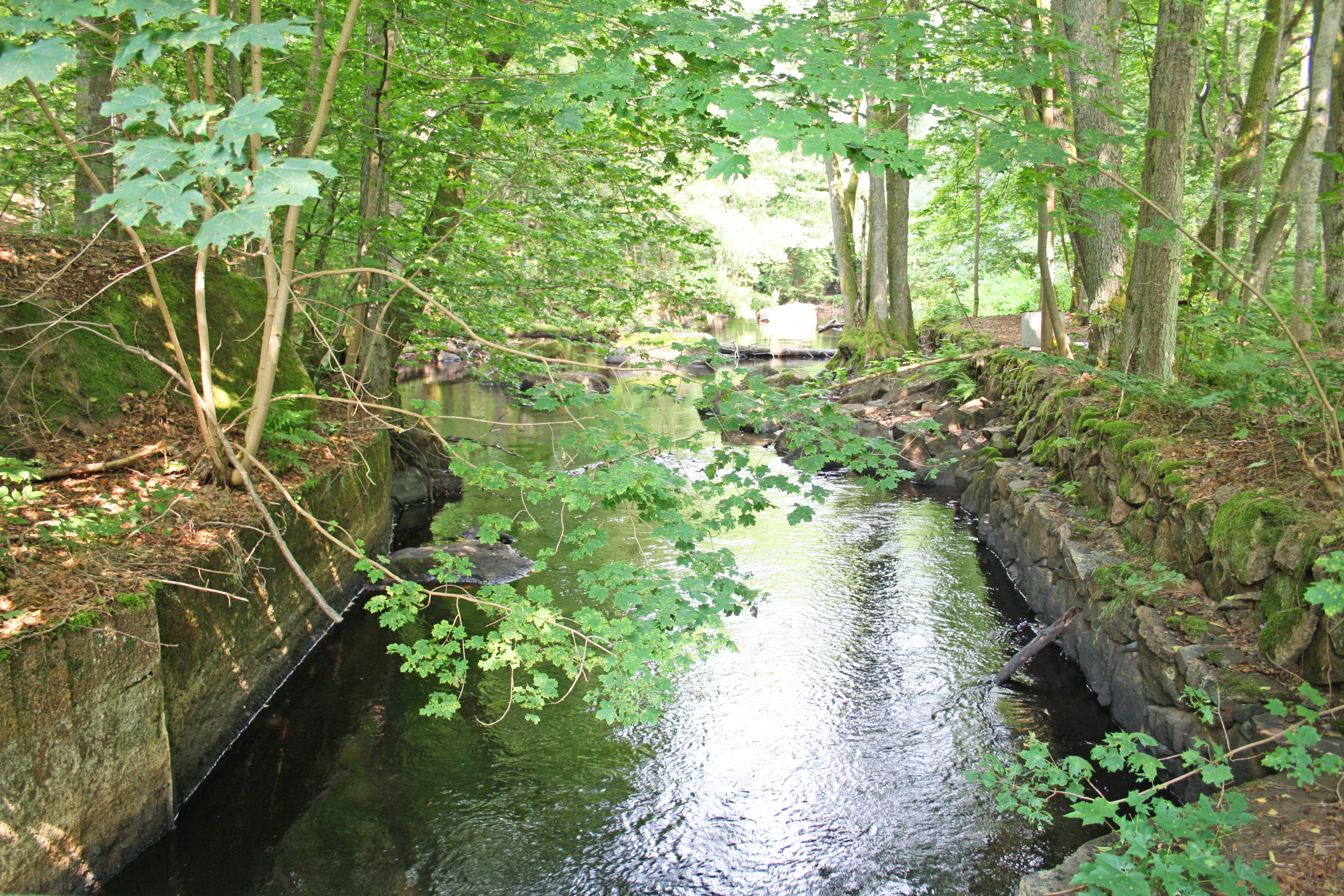
Holjeån vid resterna av Östafors bruk.

Holjeån är en å som rinner söderut från nordvästra Blekinge (Olofströms kommun) till nordöstra Skåne (Bromölla kommun) och mynnar i Ivösjön.
Holjeån rinner upp i sjön Halen strax väster om Olofström. Sportfisket i ån är främst riktat på stationär öring och på uppvandrande lax och havsöring från Ivösjön.
I den del som ligger i Skåne meandrar ån först naturligt genom området och övergår senare i bland annat två forssträckor. Längs ån finns alkärr som översvämmas vid högvatten. Delar av Holjeåns sträckning är naturreservat och klassat som riksintresse och Natura 2000-område. I ån lever flodpärlmussla.
På 1600-talet kallades Holjeån bland annat Ammings/Aminge å (även benämning på Skräbeån) och Gemsiö (Jämshög) å.